# Cheshmeh Vazān
Cheshmeh Vazān (persiska: چشمه وزان) är en ort i Iran.   Den ligger i provinsen Östazarbaijan, i den nordvästra delen av landet, 500 km nordväst om huvudstaden Teheran. Cheshmeh Vazān ligger 1 523 meter över havet och antalet invånare är 462.
Terrängen runt Cheshmeh Vazān är kuperad söderut, men norrut är den platt. Terrängen runt Cheshmeh Vazān sluttar norrut.Runt Cheshmeh Vazān är det ganska glesbefolkat, med 32 invånare per kvadratkilometer. Närmaste större samhälle är Ahar, 9,3 km nordost om Cheshmeh Vazān. Trakten runt Cheshmeh Vazān består i huvudsak av gräsmarker.